# Wolfgang Sauer (Domkapitular)
Wolfgang Sauer (* 9. Januar 1948 in Forchheim bei Bamberg) ist ein deutscher katholischer Geistlicher und war geistlicher Direktor der Katholischen Journalistenschule in München.

## Leben und Wirken
Wolfgang Sauer wurde als Sohn des Bundesrichters Fritz Sauer und seiner Ehefrau Ingeborg Sauer (geb. Fuß) 1948 in Forchheim bei Bamberg geboren und wuchs ab 1950 in Karlsruhe auf. Er besuchte das humanistische Ludwig-Wilhelm-Gymnasium in Rastatt, wo er im Jahr 1966 sein Abitur ablegte und als bester Deutsch-Abiturient den Scheffelpreis erhielt.
Der Stipendiat der Studienstiftung des deutschen Volkes trat nach seiner Schulzeit ins Theologische Konvikt Collegium Borromaeum in Freiburg ein und empfing nach seinem Theologiestudium in Freiburg und Lyon im Mai 1973 die Priesterweihe. Seine anschließende Kaplanszeit verbrachte er zum einen in St. Bonifaz in Karlsruhe und zum anderen in St. Josef in Mannheim.
1976 kehrte er wieder nach Freiburg zurück und war bis 1985 als Repetitor und Spiritual im Collegium Borromaeum tätig. Danach war er sieben Jahre in Heidelberg als Hochschulseelsorger in der Kath. Studentengemeinde und an der Universität Heidelberg. Dort blieb er, bis er im Jahr 1992 in das Erzbischöfliche Ordinariat Freiburg als Referent für weltkirchliche Angelegenheiten und Pastoral der Missionen anderer Muttersprachen berufen wurde.
1993 wurde er zum residierenden Domkapitular des Metropolitankapitels Freiburg und 1995 zum „Päpstlichen Kaplan“ (Monsignore) ernannt. Als Leiter der Abteilung Weltkirche war er unter anderem für die Partnerschaft zwischen dem Erzbistum Freiburg und Peru und für die Adveniat-Patenschaftsaktion verantwortlich. Außerdem war er Missionsdirektor der Erzdiözese Freiburg und Mitglied in verschiedenen Gremien und Verwaltungsräten katholischer Hilfswerke wie missio, Misereor und Renovabis.
Am 1. Mai 2001 wurde ihm die Leitung der Stabsstelle Öffentlichkeitsarbeit übertragen. Er war bis September 2011 sowohl Mitglied im Rundfunkrat des Südwestrundfunks (SWR) als auch des kirchenpolitischen Gremiums der Erzdiözese Freiburg.
Im Dezember 2003 wurde er zum Domdekan (stellvertretender Vorsitzenden des Metropolitankapitels) berufen.
Ab Januar 2008 übernahm er die Leitung der Abteilung VII („Zentrale Dienste“) im Erzbischöflichen Ordinariat unter Weiterführung der Aufgabe als Weltkirchenreferent der Erzdiözese. Von Februar 2008 bis 2011 war er Vorsitzender des Fernsehausschusses des SWR.
Nach erfolgter Wahl durch den Aufsichtsrat des „Instituts zur Förderung des publizistischen Nachwuchses e.V. (IFP)“ und der Zustimmung der deutschen Bischöfe war Wolfgang Sauer ab dem 1. Mai 2011 bis Ende 2017 der Geistliche Direktor der Katholischen Journalistenschule in München.
Seit der Rückkehr nach Freiburg im Februar 2018 engagiert er sich als emeritierter Domkapitular in der Pastoral, u. a. als Firmspender in seinem Heimatbistum. Er widmet sich der publizistischen Tätigkeit durch Buchveröffentlichungen.

## Ehrungen
- 1995: Ernennung zum „Päpstlichen Kaplan“ (Monsignore)
- 2002: Medalla de Oro de Santo Toribio de Mogrovejo (Peru)
- 2015: Ernennung zum Ehrendomkapitular an der Münchner Kathedralkirche[5]

## Werke
- Die Mitte des Lebens finden. Im Geheimnis des Glaubens. Herder, 2018, ISBN 978-3-451-38070-9.
- Oskar Saier. In memoriam et ad honorem. Kunstverlag Josef Fink, 2021, ISBN 978-3-95976-335-6.
- Meine Berufung. Ein Priester über Gott und die Kirche. Echter Verlag, 2023, ISBN 978-3-429-05857-9.